# Andrea Bassi (sceneggiatore)
Andrea Bassi (Roma, 27 dicembre 1966) è uno sceneggiatore italiano.

## Biografia
L'esordio al cinema è nel 2010, quando scrive con Edoardo Falcone la commedia Tutto l'amore del mondo, trasposizione cinematografica di Riccardo Grandi dell'opera teatrale InterRail di Massimiliano Bruno. Nel 2014 è sceneggiatore del film per la televisione Amore oggi insieme a Giuseppe Stasi e Giancarlo Fontana, (che ne saranno anche registi), Marco Angioini e Daniel Franchina. Nel 2019 scrive la sceneggiatura, con Luigi Di Capua, Christian De Sica e Gianluca Ansanelli, del film commedia-horror Sono solo fantasmi, che  riscuote un buon successo di botteghino. 
Del 2019 è anche Non ci resta che il crimine, di cui è ideatore del soggetto con Nicola Guaglianone e Menotti nonché autore della sceneggiatura insieme a questi ultimi e al regista Massimiliano Bruno. Al film, che riceve consenso di pubblico e critica, (Miglior sceneggiatura al Filming Italy Best Movie Award e candidatura per il soggetto e per i migliori costumi al Nastro d'Argento), seguiranno nel 2021 Ritorno al crimine e nel 2022 C'era una volta il crimine, dei quali sarà coautore del soggetto e sceneggiatore al fianco di Alessandro Aronadio e Renato Sannio. Nel 2023, con Massimiliano Bruno e Gianluca Bernardini, scrive soggetto e sceneggiatura della serie tv per la piattaforma Sky Non ci resta che il crimine - la serie, riprendendo il titolo della prima pellicola della trilogia.

## Filmografia

### Cinema
- 2010 - Tutto l'amore del mondo, regia di Riccardo Grandi
- 2019 - Sono solo fantasmi, regia di Christian e Brando De Sica
- 2019 - Non ci resta che il crimine, regia di Massimiliano Bruno
- 2021 - Ritorno al crimine, regia di Massimiliano Bruno
- 2022 - C'era una volta il crimine, regia di Massimiliano Bruno
- 2023 - I migliori giorni, regia di Massimiliano Bruno e Edoardo Leo
- 2023 - I peggiori giorni, regia di Massimiliano Bruno e Edoardo Leo

### Televisione
- 2014 - Amore oggi (Sky Cinema 1), regia di Giancarlo Fontana e Giuseppe G. Stasi
- 2018 - The Generi (Sky), regia di Maccio Capatonda (soggetti)
- 2023 - Non ci resta che il crimine - la serie (Sky Italia), regia di Massimiliano Bruno